# Doradas
Doradas est l'une des quatre paroisses civiles de la municipalité de Libertador dans l'État de Táchira au Venezuela. Sa capitale est El Milagro.